# Agnès Roblot-Troizier
Agnès Roblot-Troizier, née en 1976, est professeure agrégée de droit public à l’université Paris 1 Panthéon-Sorbonne. Elle est la déontologue de l'Assemblée nationale de 2017 à 2020, puis directrice de l'École de droit de la Sorbonne.

## Biographie

### Formation et enseignement universitaire
En 2005, Agnès Roblot-Troizier soutient sa thèse de doctorat « Contrôle de constitutionnalité et normes visées par la Constitution française – Recherches sur la constitutionnalité par renvoi », dirigée par Michel Verpeaux.
De 2006 à 2008, elle est maître de conférences en droit public à l’université Panthéon-Assas.
Lauréate du concours d’agrégation de droit public en 2008, elle est professeure de droit public à l’université d’Évry-Val-d’Essonne jusqu’en 2013. Elle enseigne à l’Institut d’études politiques de Paris (« Sciences Po ») (2009-2011) et est chargée de conférences à l’École nationale d’administration (ENA).
Depuis 2013, elle enseigne à l’École de droit de la Sorbonne de l’université Panthéon-Sorbonne et est membre du Centre de recherche en droit constitutionnel (CRDC) et de l’Institut des sciences juridiques et philosophiques de la Sorbonne (ISJPS). Elle a co-dirigé le master 2 « Systèmes de justice et droit du procès » de l’université Panthéon-Sorbonne. 
Elle est directrice de l'École de droit de la Sorbonne depuis la fin de l'année 2020. 

### Déontologie de l'Assemblée nationale
En juillet 2012, Agnès Roblot-Troizier est nommée membre de la Commission sur la rénovation et la déontologie de la vie publique présidée par l’ancien Premier ministre Lionel Jospin. Le rapport de la Commission « Pour un renouveau démocratique » est remis au président de la République en novembre 2012.
Le 22 février 2017, Agnès Roblot-Troizier est désignée par le président de l’Assemblée nationale, Claude Bartolone, en qualité de personnalité qualifiée pour être membre de la Commission prévue au dernier alinéa de l’article 25 de la Constitution chargée de rendre un avis public sur les projets de texte ou propositions de loi délimitant les circonscriptions pour l’élection des députés ou modifiant la répartition des sièges de députés ou de sénateurs.
En août 2017, sur proposition du président François de Rugy, Agnès Roblot-Troizier est nommée par le Bureau de l’Assemblée nationale déontologue de l'Assemblée nationale, succédant ainsi à Ferdinand Mélin-Soucramanien.
En tant que déontologue, sa mission principale veille à  la bonne application des règles déontologiques au sein de l’Assemblée nationale. Elle peut être saisie par tout député sur l’application du code de déontologie des députés ainsi que par tout collaborateur parlementaire ou fonctionnaire de l’Assemblée nationale. Elle peut être également saisie en cas des situations de harcèlement. Elle contrôle les frais de mandat des députés et reçoit les déclarations de dons et avantages ainsi que de voyages à l’invitation de tiers. Ses avis sont confidentiels. En cas de constat de respect du code déontologique, sa mission consiste à le notifier au président de l’Assemblée nationale et au député en question. Par conséquent, son pouvoir est davantage consultatif que disciplinaire. En pratique, son rôle consiste en grande majorité à répondre aux questions des députés d'après le rapport publié en juin 2017 (80 % des députés l’ont sollicitée au moins une fois par principe de précaution sur les bonnes pratiques).
Elle est par ailleurs consultée sur les projets de réforme relevant de la déontologie à l’Assemblée nationale. À cet égard, elle a été consultée à l’automne 2017 sur les projets de réforme des modalités de prise en charge et de contrôle des frais de mandat des députés.
Dans le cadre de ses fonctions, la déontologie de l'Assemblée nationale a été saisie lors de la controverse de Gilles Le Gendre, soupçonné de conflit d'intérêts lors de la prise de fonction de son épouse à la Française des Jeux. De même, à la suite des révélations de Mediapart sur l'utilisation de fonds publics de François de Rugy, la déontologue Agnès Roblot-Troizier et le secrétaire général de l'Assemblée nationale Michel Moreau sont saisis pour une vérification des dépenses engagées dans le cadre de ses fonctions.

## Décoration
- Chevalier de l'ordre national du Mérite (nommée par décret du 20 juin 2022[10])

## Vie privée
Elle est l'épouse d'Arnaud Troizier[réf. souhaitée], avocat associé du cabinet d'affaire international Watson Farley & Williams, chargé des partenariats public-privé et des marchés publics.

## Publications
- Contrôle de constitutionnalité et normes visées par la Constitution française : Recherches sur la constitutionnalité par renvoi, Dalloz, 2007
- Avec Pierre de Montalivet, Michel Verpeaux et Ariane Vidal-Naquet, Droit constitutionnel : Les grandes décisions de la jurisprudence, Presses universitaires de France, 2017
- Spécialisée en contentieux publics, elle a rédigé de nombreux articles portant sur la protection des droits fondamentaux et sur les interactions entre les différentes branches du droit, notamment entre le droit constitutionnel et le droit administratif. Elle tient une chronique sur ce thème dans la Revue française de droit administratif depuis 2007.